# Флаглър (окръг, Флорида)
Окръг Флаглър (на английски: Flagler County) е окръг в щата Флорида, Съединени американски щати. Площта му е 1479 km², а населението – 49 832 души (2000). Административен център е град Бънел.